# Marc Mulders
Marcus Martinus Maria (Marc) Mulders (Tilburg, 23 september 1958) is een Nederlandse schilder, aquarellist, fotograaf en glazenier.

## Biografie
Van 1978 tot 1983 doorliep Mulders de Academie voor Beeldende Kunsten Sint-Joost in Breda, waar hij les kreeg van Ad Willemen en Hans van Zummeren. In 1985 won hij de basisprijs bij de Prix de Rome. Aan het begin van zijn carrière refereerde Mulders nog nadrukkelijk aan voorgangers uit de kunstgeschiedenis. Zo maakte hij in 1987 een schilderij naar de Piëta van Michelangelo en schilderde hij in 1989 een geslachte os naar Rembrandt. Met deze klassieke, vaak christelijke, thema’s in combinatie met zijn pasteuze manier van schilderen, was Mulders een eenling in de postmoderne jaren tachtig. Ook later is hij schilders als Chaïm Soutine en Vincent van Gogh als inspiratiebronnen blijven noemen. Vooral de combinatie op hun doeken van nadrukkelijk aanwezige verf en hun spirituele inspiratiebronnen (jodendom, islam, christendom) spreken Mulders aan.
Mulders is vooral bekend om zijn olieverfschilderijen waarin hij de loop van de natuur volgt. Tot aan zijn verhuizing naar landgoed Baest schilderde hij in de lente en zomer tulpen, irissen en rozen; in de herfst en winter richtte hij zich op wilde dieren als fazanten en hazen. Zowel de bloemen als de dieren schilderde hij ‘naar het leven’. Daartoe zette hij in zijn atelier stillevens op waarbij hij naast de bloemen of het dode dier ook foto’s neerzette die hem ter inspiratie dienden. Hij exposeert ook de collages die zijn opgebouwd uit beelden die hem bij het schilderen inspireren. Hierin combineert hij (atelier)foto’s met hedendaagse politieke beelden en oude christelijke thematiek in de schilderkunst.
Sinds de verhuizing naar landgoed Baest heeft zijn werk zich van een figuratieve richting in een abstracte richting ontwikkeld. Van een close-up aankijken van de bloem, het bloedhart, in de vaas in het atelier naar het aanschouwen van het vergezicht boven de akkerbloemen uit. Die architectuur in de natuur, met al haar verschillende kamers, dauw, nevel, zonneschijn, tegenlicht, werd zo het leidmotief. De schilderijen zijn voortaan abstract te noemen. Mulders ziet zichzelf als een abstract impressionist (bron: Marc Mulders, My own private Giverny).
Glazenier
Mulders beschouwt zijn geschilderde bloemen en dieren als ‘vieringen van de schepping’. Op deze manier wil hij ‘optimistische beelden’ de wereld insturen. In deze lijn staan ook de verschillende glas-in-loodramen die Mulders vanaf 1999 heeft gemaakt. Het eerste raam was een Schepping voor de Dorpskerk in Rhoon. Daarna volgden onder andere de ramen Pelikaan en Stigmata (2001) voor de Sint-Stevenskerk in Nijmegen, een tweede raam voor Rhoon en een raam met de titel Apocalyps voor Museum Catharijneconvent in Utrecht. Ook maakte Mulders het herdenkingsraam Een tuin van glas voor de Nieuwe Kerk (Amsterdam), dat werd aangeboden aan koningin Beatrix ter gelegenheid van haar 25-jarig regeringsjubileum in 2005. Dit raam werd bij een grote internetverkiezing, georganiseerd door de website Artstart, tot "mooiste Nederlandse kunstwerk van de afgelopen vijftig jaar" uitgeroepen. In 2007 werd van Mulders een raam onthuld in het voorportaal van de Sint-Janskathedraal in 's-Hertogenbosch. Dit had als thema Het laatste oordeel en refereert, onder andere door beeldcitaten van '9/11', naar de hel op aarde. In 2013 realiseerde hij ramen voor de grafkapel van de familie Van Abbe (architect Kropholler). In 2016 is zijn Erasmusraam toegevoegd aan de Goudse glazen in de Sint-Janskerk in Gouda.
In 2017 maakte hij glas-in-loodramen voor een stilte corridor in samenwerking met Piet Hein Eek. In 2018 voltooide hij twee glas-in-loodramen, The Green Man en Water, voor de Biomakerij van de Abdij Onze Lieve Vrouwe van Koningshoeven.

### Reputatie
Mulders is in Nederland een populaire schilder voor wiens werk bijna voortdurend een wachtlijst bestaat. Die populariteit in combinatie met zijn nadrukkelijk beleden katholicisme, roept al vanaf de jaren tachtig tegenreacties op. Zo publiceerde critica Janneke Wesseling in 1999 in NRC Handelsblad een artikel waarin ze Mulders verweet dat hij was "verblind door (katholieke) dogma's". Mulders reageerde hierop met een brief waarin hij elf feitelijke onjuistheden in Wesselings stuk constateerde, ook diende hij een klacht in bij de Raad voor de Journalistiek. Die oordeelde dat Wesseling wel een aantal feitelijke onjuistheden had gemeld, maar "niet de grenzen heeft overschreden van hetgeen, gelet op de eisen van journalistieke verantwoordelijkheid, maatschappelijk aanvaardbaar is." Op zijn website stelt Mulders achteraf dat hij Wesselings aanval vooral heeft beschouwd als een gebrek aan erkenning voor kunst met een religieuze drijfveer.

## Werk

### Samenwerkingen
Gedurende zijn carrière heeft Mulders regelmatig de samenwerking met andere kunstenaars gezocht. Van 1996 tot 1998 werkte hij regelmatig samen met Paul van Dongen en Reinoud van Vught onder de naam Themes in Painting. Van 2002 tot 2006 vormde Mulders samen met Van Dongen, Van Vught, Ronald Zuurmond en de beeldhouwer Guido Geelen de Tilburgse School. In 2000 werkte hij samen met modeontwerper Alexander van der Slobbe voor diens label SO. Hij is nauw betrokken bij Artenzo, atelier voor mensen met een verstandelijke beperking. Ook werkt hij regelmatig samen met viltkunstenares Claudy Jongstra; met haar maakte hij in de zomer van 2008 een tentoonstelling in Museum De Pont in Tilburg onder de titel Mapping out paradise. In september 2008 ging de film Dauw, over het leven en werk van Mulders, gemaakt door Ben Jurna en Carien Dijkstra, in première op het Nederlands Film Festival in Utrecht. In 2013 maakte Jeroen Berkvens een documentaire over Marc Mulders in de serie Hollandse Meesters.

### Werk in openbare collecties (selectie)
- Van Abbemuseum, Eindhoven
- Amsterdams Historisch Museum, Amsterdam
- Centraal Museum, Utrecht
- Museum Boijmans Van Beuningen, Rotterdam
- Museum Catharijneconvent, Utrecht
- Museum De Lakenhal, Leiden
- Museum De Pont, Tilburg[4]
- Museum Het Valkhof, Nijmegen
- Museum Jan Cunen, Oss
- Museum Krona, Uden
- Nationaal Glasmuseum, Leerdam
- Noordbrabants Museum, 's-Hertogenbosch
- Stadsgalerij Heerlen
- Stedelijk Museum, Amsterdam
- TextielMuseum, Tilburg
- Zuiderzeemuseum, Enkhuizen
- Museum Gouda
- Kunstmuseum, Den Haag

### Exposities (selectie)
Marc Mulders heeft onder andere solo-exposities gehad in de volgende musea: het Stedelijk Museum, Amsterdam (1991), De Lakenhal Leiden (1991), Van Abbemuseum Eindhoven (1993), De Pont Tilburg (1999, 2008, met Claudy Jongstra), Frans Halsmuseum Haarlem (2006), Nationaal Glasmuseum Leerdam (2010), Noordbrabants Museum Den Bosch (2010 en 2013), het Religieus museum te Uden (2010, met Reinoud van Vught), Marres Maastricht (2012), Kunsthal Kade Amersfoort (2014), Kunstmuseum Den Haag (2018). En in de volgende galeries: Galerie Wittenbrink (1991), Galerie Barbara Farber (1996), Galerie Daniel Templon (1997), Galerie Stefan Stux, New York (1999), Galerie Borzo (2010), Kers Gallery Amsterdam (2018, 2022), NQ-Galery Antwerpen (2022).

### Publicaties
- Marc Mulders (2005) Marc Mulders : dauw = dew. Rotterdam : NAi Uitgevers/Publishers. ISBN 90-5662-427-X (met bijdragen van Hans den Hartog Jager, Willem Jan Otten en Wilma Sütö)
- Marc Mulders (2011) Bloem. Marc Mulders. Haarlem : 99 Uitgevers. ISBN 978-90-78670-22-3
- Marc Mulders (2013) The Moonlight Garden. Eindhoven: Lecturis. ISBN 978-94-6226004-7
- Marc Mulders (2014) Marc groet 's morgens de dingen. Eindhoven: Lecturis. ISBN 978-94-6226066-5
- Marc Mulders (2017) My own private Giverny, Uitgeverij Veerhuis: ISBN 978-90-8730-048-7
- Marc Mulders (2020), Werken (1980-2020), ISBN 978-90-815-2694-4
- Marc Mulders (2021), Hoop, ISBN 978-90-815-2692-0
- Marc Mulders (2022), Hunt for Paradise, ISBN 978-90-815-2690-6

### Prijzen
- Prix de Rome, basisprijs 1985
- Charlotte Köhlerprijs 1989
- NBM-Amstelland/Pulchri-prijs 1997
- Mooiste Nederlandse kunstwerk van de afgelopen vijftig jaar (Een tuin van glas, de Nieuwe Kerk Amsterdam), 2006 (federatie kunstbemiddeling)
- Kunstenaar van het Jaar 2017
- Provinciepenning Noord-Brabant 2017

## Afbeeldingen

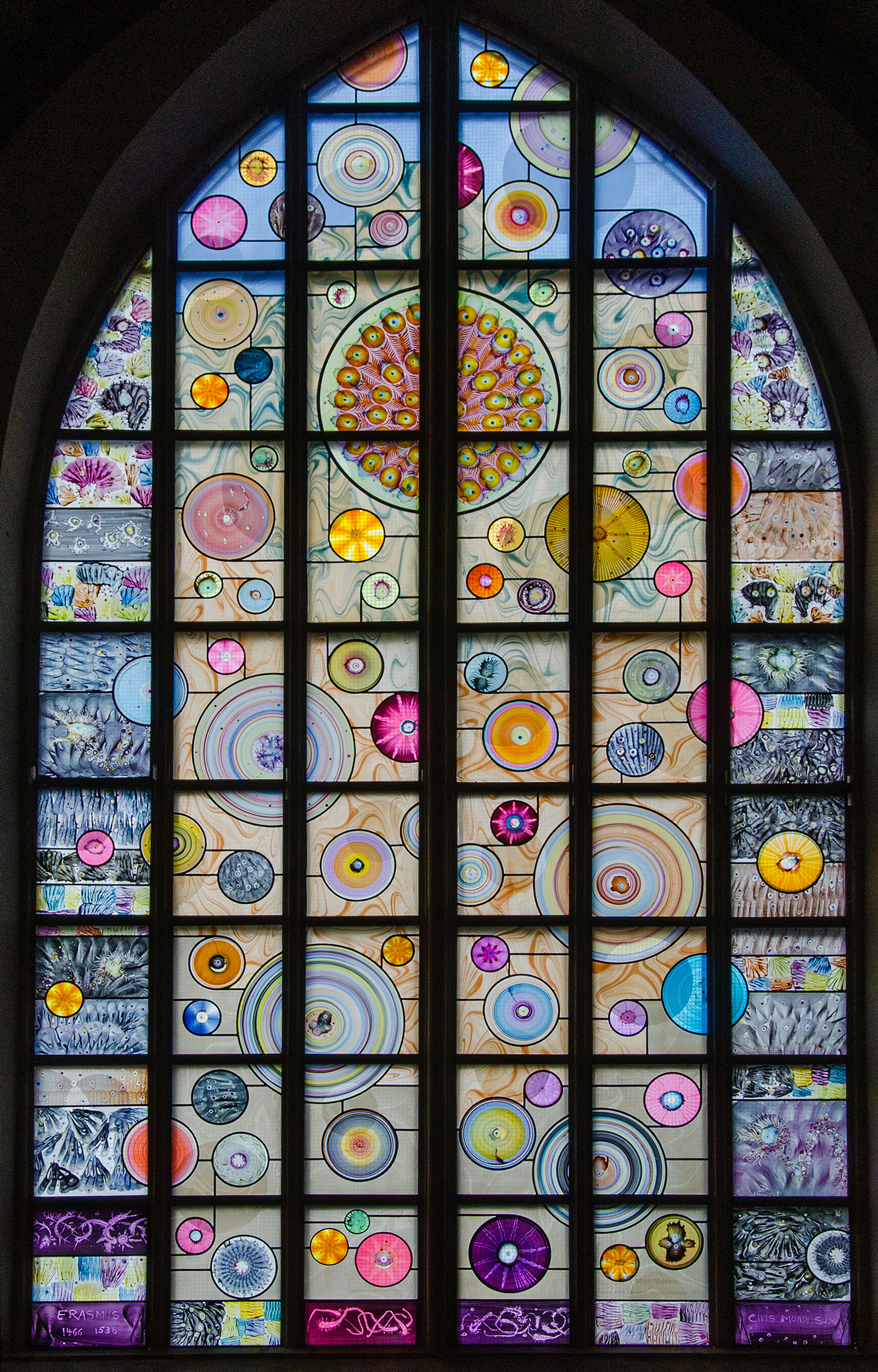
Erasmusraam (2016), Sint-Janskerk, Gouda
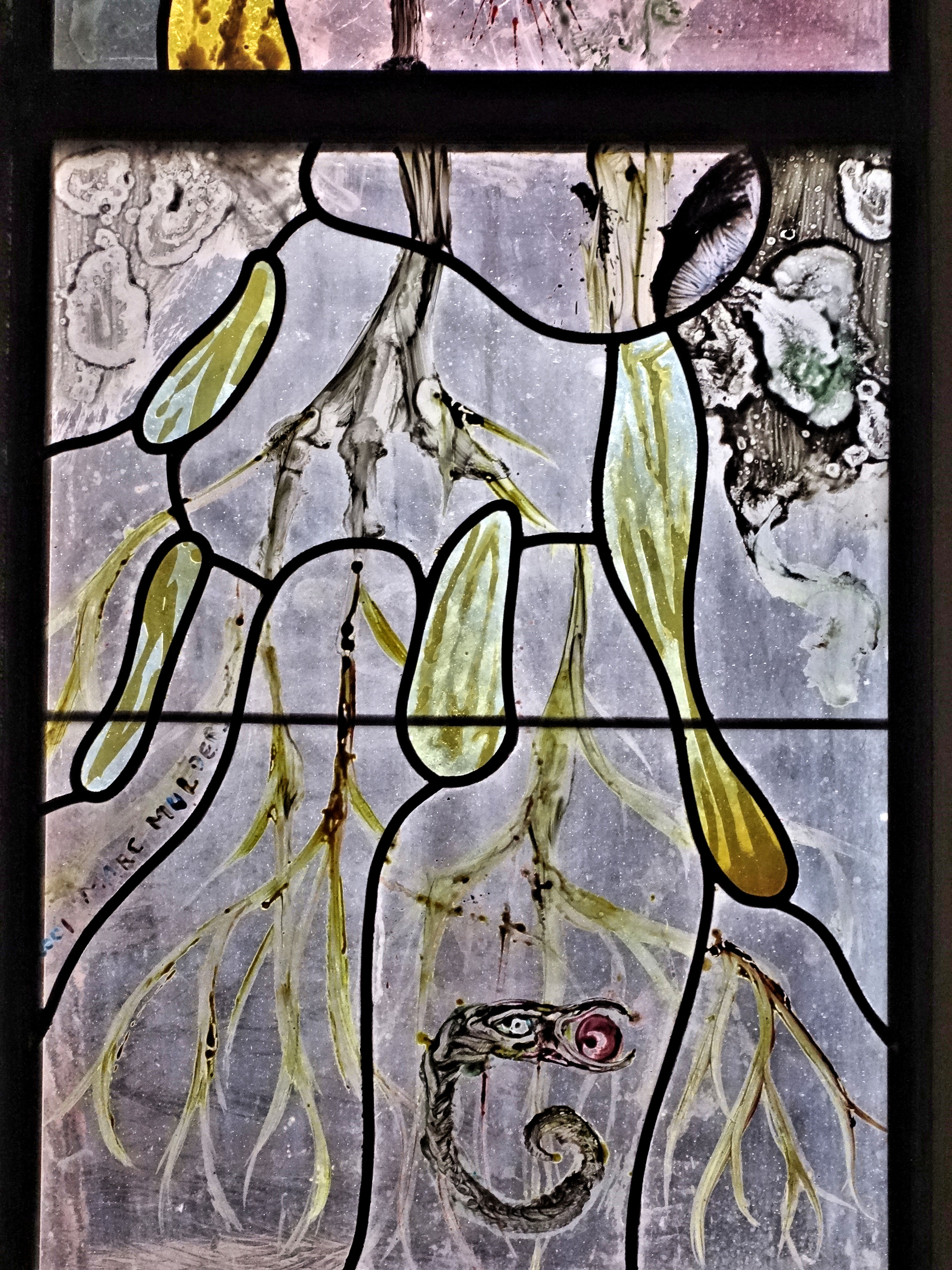
Pelikaan (2001), Nijmegen
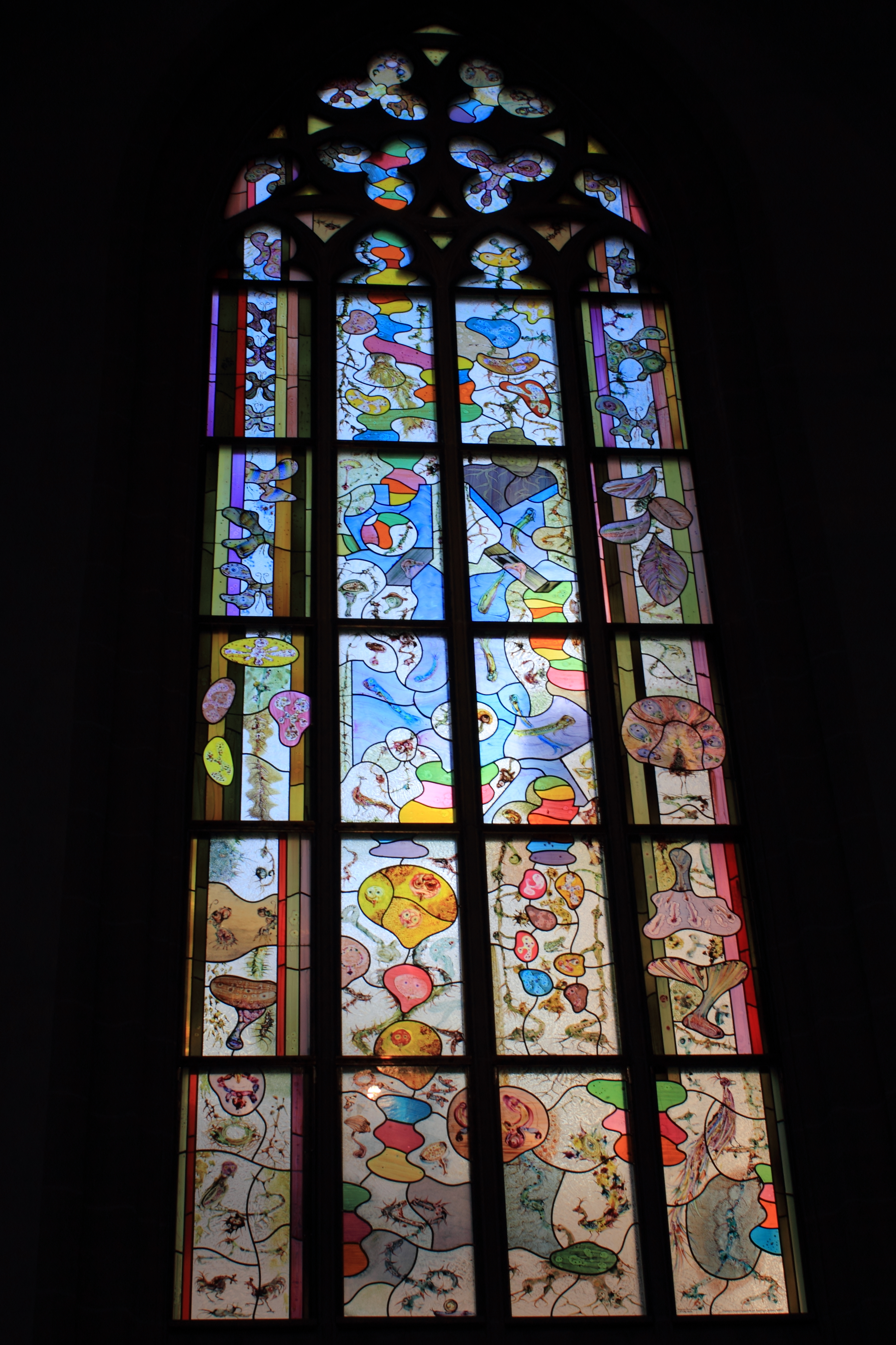
Een tuin van glas (2005), Nieuwe Kerk Amsterdam